# Згатар
Згатар (на албански: Zgatar, на сръбски: Згатар) е село в община Драгаш, Призренски окръг, Косово. Населението възлиза на 885 жители според преброяването от 2011 година.

## География
Згатар се намира в географския район Ополе, който през 2000 година е обединен административно с Гора в единната община Драгаш. Селото се намира на около 13 километра североизточно от Драгаш и на около 16 километра южно от град Призрен.

## История
Според Стефан Младенов в 1916 година Златарце е албанско село.
Преброяването от 2011 година регистрира всичките 885 жители като албанци.